# Oxalis giftbergensis
Oxalis giftbergensis är en harsyreväxtart som beskrevs av Salter. Oxalis giftbergensis ingår i släktet oxalisar, och familjen harsyreväxter. Inga underarter finns listade i Catalogue of Life.